# Grand Prix de Denain 1989
La 31e édition du Grand Prix de Denain a eu lieu le 6 avril 1989. Elle a été remportée par le Belge Edwig Van Hooydonck.

## Classement final
Edwig Van Hooydonck remporte la course.
| Classement final, | Classement final,   | Classement final, | Classement final,               | Classement final, |
|                   | Coureur             | Pays              | Équipe                          | Temps             |
| ----------------- | ------------------- | ----------------- | ------------------------------- | ----------------- |
| 1er               | Edwig Van Hooydonck | Belgique          | Superconfex-Yoko-Opel-Colnago   |                   |
| 2e                | Thierry Marie       | France            | Système U-Raleigh-FIAT          |                   |
| 3e                | Franck Boucanville  | France            | Fagor-MBK                       |                   |
| 4e                | Philippe Leleu      | France            | Toshiba-Kaercher-Look           |                   |
| 5e                | Jan Mattheus        | Belgique          | Superconfex-Yoko-Opel-Colnago   |                   |
| 6e                | Gérard Rué          | France            | Système U-Raleigh-FIAT          |                   |
| 7e                | Johnny Dauwe        | Belgique          | Domex-Weinmann-Merckx           |                   |
| 8e                | Gino Van Hooydonck  | Belgique          | Superconfex-Yoko-Opel-Colnago   |                   |
| 9e                | Marc Seynaeve       | Belgique          | Histor-Sigma-Fina-Cicli Diamant |                   |
| 10e               | Philippe Louviot    | France            | Z-Peugeot                       |                   |
| modifier          |                     |                   |                                 |                   |